# 曲繪
曲繪，是指根據音樂作品創作的繪畫作品。音樂作品的封面藝術或MV中的插圖皆可以被稱作曲繪。此稱謂一般在VOCALOID歌曲或音樂遊戲中更為常見。